# Ypsilon Aquilae
Ypsilon Aquilae (υ Aqulilae, förkortat Ypsilon Aql, υ Aql)  är en ensam stjärna belägen i den mellersta delen av stjärnbilden Örnen. Den har en skenbar magnitud på 5,89 och är svagt synlig för blotta ögat där ljusföroreningar ej förekommer. Baserat på parallaxmätning inom Hipparcosuppdraget på ca 18,7 mas, beräknas den befinna sig på ett avstånd på ca 175 ljusår (ca 54 parsek) från solen.

## Egenskaper
Ypsilon Aquilae är en blå till vit underjättestjärna av spektralklass A3 IV, vilket anger att den förbrukat förrådet av väte i dess kärna och är på väg att lämna huvudserien. Den har en radie som är omkring 80 procent större än solens och utsänder från dess fotosfär ca 11 gånger mera energi än solen vid en effektiv temperatur av ca 7 900 K.